# Ямбура
Я́мбура (рос. Ямбура) — селище у складі Приуральського району Ямало-Ненецького автономного округу Тюменської області, Росія. Входить до складу Аксарківського сільського поселення.
Населення — 87 осіб (2010, 93 у 2002).
Національний склад станом на 2002 рік: ханти — 71 %, ненці — 29 %.